# Нибур, Иоганн
Иоганн Нибур (нем. Johann Niebur; ум. 14 июля 1399, Любек) — дипломат, купец, с 1394 года бургомистр Любека. В 1371—1392 годах активно участвовал в ганзейско-новгородских переговорах. По его имени назван Нибуров мир.

## Биография
По ранней биографии данных нет. Но предполагается, что он родился в Ульцене, а в Любек переселился потом. С 1371 года на дипломатической работе, представляя Любек в переговорах между Ганзой и Новгородом. В декабре 1371 года вместе с послом Готланда Иоганном Сварте он заключил соглашение с Новгородом, действие договора заканчивалось 24 июня 1372 года.
К 1371—1372 годам он был выбран в олдермены Немецкого двора. Примерно в 1387 году был принят членом в любекский магистрат, и тогда же принимал участие в ганзейском съезде от любекской делегации. В мае 1391 года находился в составе любекской посольской миссии в Ливонии для урегулирования конфликтной ситуации между епископом Риги и ландмейстером Немецкого ордена.
Осенью в 1391 году в Изборске прошли переговоры, на котором был выработан текст договора. От Любека должны были выступить бургомистр Готфрид Травельман и ратман Иоганн Нибур. Но по дороге Травельман умер (27 ноября 1391). Нибур продолжил свою миссию вместе с послами ливонских городов и Висбю.
В январе-феврале 1392 года произошло подписание мирного соглашения между Ганзой и Новгородом, которое в историю вошло под названием Нибуров мир. Этот договор был назван по имени Иоганна Нибура, посла от Любека. Кроме него, также были представители из Готланда, Риги, Дерпта и Ревеля. С новгородской стороны были посадник Тимофей Юрьевич и тысяцкий Никита Фёдорович.
В 1394 году был избран в бургомистры Любека. В течение двух лет он занимался переговорами между герцогом Мекленбургским и датской королевой Маргаритой. Темой переговоров было освобождение шведского короля Альбрехта Мекленбургского из датского плена.
Умер в Любеке 14 июля 1399 году.

## Семья
Был женат между 1372—1380 годами на Катарине, дочери купца Эверхарда Шепенштеде и племяннице бургомистра Иоганна Шепенштеде. Она была вдовой богатого негоцианта Тидемана Морневегса. От этого брака у Иоганна Нибура остались три дочери (известно имя одной из дочерей — Воббеке) и два сына — Бернхард и Эверхард. Также у него был внебрачный сын.